# Gheorghe Ivănescu
Gheorghe Ivănescu (n. 20 octombrie / 2 noiembrie 1912, Vutcani, fostul județ Fălciu, actualmente județul Vaslui - d. 3 iunie 1987, Iași) a fost un lingvist și filolog, profesor universitar român.

## Biografie
Urmează studiile liceale la Bârlad, la Colegiul Național „Gheorghe Roșca Codreanu”, pe care le-a absolvit în 1930. 
Este licențiat în filologie modernă la Facultatea de Litere și Filosofie din Iași, în 1933. Studii postuniversitare la École Pratique des Hautes Études din Paris (1934-1935) și la Școala Română din Roma (1935-1937). Doctor în filologie (1945).
Devine asistent universitar, apoi profesor la Universitatea din Iași (1945-1952), cercetător științific, profesor de lingvistică romanică și generală la Universitatea din Timișoara (1962-1969), profesor de lingvistică românească și indoeuropeană la Universitatea din Craiova (1969-1971), după care revine la Universitatea din Iași, ca profesor de lingvistică indo-europeană.
În 1965 a fost ales membru corespondent al Academiei Române.

## Opera
- Problemele capitale ale vechii române literare , 1947
- Originea românilor (curs litografiat) , 1947
- Curs de sintaxa limbii române moderne , 1948, reeditat în 2004
- Istoria limbii române , 1980, reeditată în 2000
- Gramatica comparată a limbilor indoeuropene, București, 1981
- Lingvistica generală și românească , 1983
- Bibliografia lucrărilor profesorului G. Ivănescu, editate în perioada 1934-2012[nefuncțională]

## Afilieri
- Membru corespondent (1965) al Academiei Române.